# Sono cattiva/Orrore
Sono cattiva/Orrore è un singolo del 1980 del gruppo punk rock Kandeggina Gang. Il gruppo fu formato da Jo Squillo nel 1979 e si sciolse nel giro di poco tempo. Fu il primo singolo interpretato dalla cantante.

## I brani
Il singolo è suddiviso in due tracce: il lato A Sono cattiva, composta da Giovanna Coletti in arte Jo Squillo, e il lato B Orrore, anch'essa composta nella musica e nel testo dall'interprete stessa. Entrambi i brani editi su questo 7", che uscì per la Cramps Records di Gianni Sassi, furono precedentemente inseriti nella raccolta dal titolo Rock '80, a cui parteciparono anche gli Skiantos, gli Windopen, i Take Four Doses, i Kaos Rock, gli X Rated ed i Dirty Actions. In seguito allo scioglimento del gruppo, il brano Orrore è stato nuovamente registrato da Jo Squillo e inserito nel suo album di debutto da solista Girl senza paura.

## Tracce
Lato A
1. Sono cattiva

Lato B
1. Orrore